# Sabicea venosa
Sabicea venosa är en måreväxtart som beskrevs av George Bentham. Sabicea venosa ingår i släktet Sabicea och familjen måreväxter. Inga underarter finns listade i Catalogue of Life.